# Ellery (New York)
Ellery est une ville située dans le comté de Chautauqua, dans l' État de New York, aux États-Unis,. En 2020, elle comptait une population de 4 105 habitants, estimée au 1er juillet 2021 à 4 080 habitants.

## Démographie
Lors du recensement de 2020, la ville comptait une population de 4 105 habitants. Elle est estimée, en 2021, à 4 080 habitants.